# David Kiprono Langat
David Kiprono Langat (* 1980) ist ein kenianischer Marathonläufer.
2005 gewann er den Boulogne-Billancourt-Halbmarathon. 2006 wurde er Fünfter beim Paris-Marathon, 2007 Vierter beim Marrakesch-Marathon und 2008 Fünfter beim Porto-Marathon.
2009 siegte er beim Kerzerslauf und beim Kempten-Halbmarathon. Danach sollte er beim Düsseldorf-Marathon als Tempomacher eingesetzt werden, entschied sich jedoch kurzfristig, das Rennen durchzulaufen, und siegte in 2:10:46 h.
2010 gewann er den Zürich-Marathon in 2:11:04. Im Jahr darauf wurde er Sechster in Zürich und Dritter beim Toulouse-Marathon.

## Persönliche Bestzeiten
- 10.000 m: 28:21,36 min, 26. Juni 2010
- Halbmarathon: 1:00:47 h, 6. November 2005, Boulogne-Billancourt
- Marathon: 2:08:58 h, 9. April 2006, Paris